# 淺水灣坳
淺水灣坳（英文：Tsin Shui Wan Au或Repulse Bay Gap）是香港一個山坳，位於香港島南部，紫羅蘭山與孖崗山之間，位處海拔約160米之處，因鄰近淺水灣一帶而得名。此處是多條山徑的交匯處，除了衛奕信徑第一段及紫羅蘭山徑之外，還有小徑通往赤柱、大潭及淺水灣等地。該處有一條小橋，由於位於紫羅蘭山與孖崗山之間，故被名為紫崗橋。